# Хмара Іван Федорович
Іван Федорович Хмара (7 червня 1936 року, с. Вишняки Хорольського району Полтавської області — 21 січня 1956 року, Антарктида) — герой шостого континенту, загинув під час розвантаження дизель-електрохода «Обь» в Антарктиді.

## Дитинство та юність

Іван Федорович Хмара народився 7 червня 1936 року в селі Вишняки Хорольського району Харківської області в сім'ї колгоспників Федора Костянтиновича та Марії Омелянівни. Дитячі та юнацькі роки Івана Хмари проходили, як і усіх хлопців такого віку. Ходив до школи, а після уроків ганяв ганчіркового м'яча на леваді. Інколи з друзями і до чужого садка заскакував, щоб посмакувати яблуками.
З 1944 по 1952 рік навчався у Вишняківській семирічній школі. Ось уже позаду сім років навчання в школі. Потім пішов працювати в колгосп, а потім поїхав навчатися в Каховське професійно-технічне училище. Після закінчення училища знову повернувся в село. Влаштувався працювати на Вишняківський спиртовий завод. Помітивши, що хлопець кохається в техніці, директор посилає його на курси механіків. З цього все і почалося. Поїхав на лісорозробки до Архангельська. Писав матері, що склав іспити на тракториста третього класу і працює на «КТ-12».
У 1954 році був призваний до лав Радянської Армії. Служив на півночі країни, за полярним колом.
Минали роки. Одружився Іван, побрався з вродливою, чуйною і доброю Марусею. А з часом у Вишняки прийшов лист: «Записався добровольцем до антарктичної експедиції, іншої нагоди не буде».

## Підкорення Антарктиди
З шкільного віку Іван Хмара знав про героїчне підкорення шостого континенту. Честь відкриття Антарктиди в 1820 році випала на долю російських мореплавців Фадея Беллінсгаузена і Михайла Лазарєва, які на двох кораблях «Восток» і «Мирний» пройшли вздовж кордонів суцільного плавучого льоду, намагаючись пробитися як можна далі до Півдня.
На початку 20 століття Антарктиду досліджували видатні полярники: Р. Скотт (1901—1904, 1910—1912), Е. Шеклтон (1907—1909), Р. Амундсен (1910—1912) та інші.
На окремі частини Антарктиди претендували Велика Британія, США, Норвегія, Нова Зеландія і Австралія, а також Аргентина і Чилі. Радянське керівництво ще 1939 році заявило, що без участі СРСР питання про державну приналежність земель Антарктиди, відкритих російськими мореплавцями, не може бути вирішеним.
На період з 1 липня 1957 року по 31 грудня 1958 року було назначено провести Міжнародний геофізичний рік.
Дванадцять країн виявили бажання брати участь в дослідженні Антартиди: США, СРСР, Велика Британія, Австралія, Франція, Аргентина, Чилі, Норвегія, Японія, Нова Зеландія, Південно-Африканський Союз і Бельгія.
Радянський Союз уже в 1955 році розпочав підготовку до геофізичного року.
Іван Федорович до того часу пройшов випробування Арктикою, бо служив строкову службу на Діксоні.
У інтерв'ю з журналістом газети «7 дней» від 19 серпня 2004 року Артуром Михтієвим Василь Щур, учасник першої радянської експедиції в Антарктиді згадує: «Там і потоваришував з Іваном Хмарою, з яким нас затвердили до складу першої експедиції. За два дні до відправлення дизель-електрохода „Об“ із Калінінграда ми з ним сфотографувалися. На дизель-електроході і в Антарктиді жили в одному кубрику. Одного разу, коли мій трактор застряв у тріщині, Іван на швидкості буквально перелетів на своєму тракторі через тріщину і витягнув свою машину».
Кандидатів в експедицію було набагато більше, ніж було необхідно. У Москві військову форму замінили на цивільну, бо за міжнародними домовленостями в'їзд військових на шостий континент заборонено.
30 листопада з великими почестями експедицію проводжали в Калінінграді, а вже 16 грудня пересікли екватор. 5 січня 1956 року перша радянська антарктична експедиція наблизилась до берегів Антарктиди.
Південний полюс зустрів посланців Країни Рад морозом. Всі відчули хвилювання, побачивши спочатку айсберги, а потім льодяні відвісні стіни шостого континенту. Антарктида зустріла дослідників незвичайно яскравим сонцем. І, звичайно, запам'ятались пінгвіни, які в перший же день оточили теплохід зі всіх сторін.

## Загибель героя
Іван Федорович Хмара входив до складу монтажно-будівельного загону, який був приписаний до експедиції для будівництва житлових і службових приміщень, а також монтажу радіо і електростанції. Для того, щоб розпочати будівництво, необхідно було розвантажити теплоходи «Об» і «Лена».
Доводилося щоденно здійснювати десятки рейсів на всюдиходах від стоянки теплоходів до місця, яке вибрали для наукової станції Мирної.
Працювати доводилось важко. Від сонця обгоряла шкіра, неможливо було ходити без темних окулярів, а контейнер з ними знаходився на теплоході «Лена», який прийшов пізніше «Обі», тому замість темних окулярів доводилося користуватися засвіченою фотоплівкою. Важче всього було звикати до постійної небезпеки попасти в численні тріщини, яких безліч на льодяному материку. Всі роботи по монтажу необхідно закінчити до настання першої полярної ночі, тому працювали по 12 годин. Трактор Івана Хмари долав крижані тороси. На тракторі працювали позмінно. Зранку трудився Микола Коновалов, а Іван Хмара мав заступити його з другої половини дня.
Василь Денисович Щур згадує: «До цього часу в пам'яті трагічна загибель мого товариша Івана Хмари. Відбулося це 21 січня 1956 року під час розвантаження дизельелектрохода „Об“. Трактор з причіпними санками прорізав лід і завмер над проломом. Двигун заглухнув, тракторист вистрибнув із кабіни. Ми кинулися до трактора. Хмара був першим. Він заскочив у кабіну, завів двигун і включив передачу назад до теплохода. Але тут роздався тріск… І мого товариша не стало». Це була перша втрата радянських полярників в Антарктиді.
Комсомолець з українського села Вишняки робив усе можливе, щоб врятувати потужний трактор і цінне обладнання, але не вдалося. Він загинув як герой на очах у друзів по експедиції. Йому не виповнилося ще й двадцяти. Вони і назвали це місце мисом Івана Хмари. Про нього нагадує і гранітний пам'ятник, поставлений на місці трагедії.

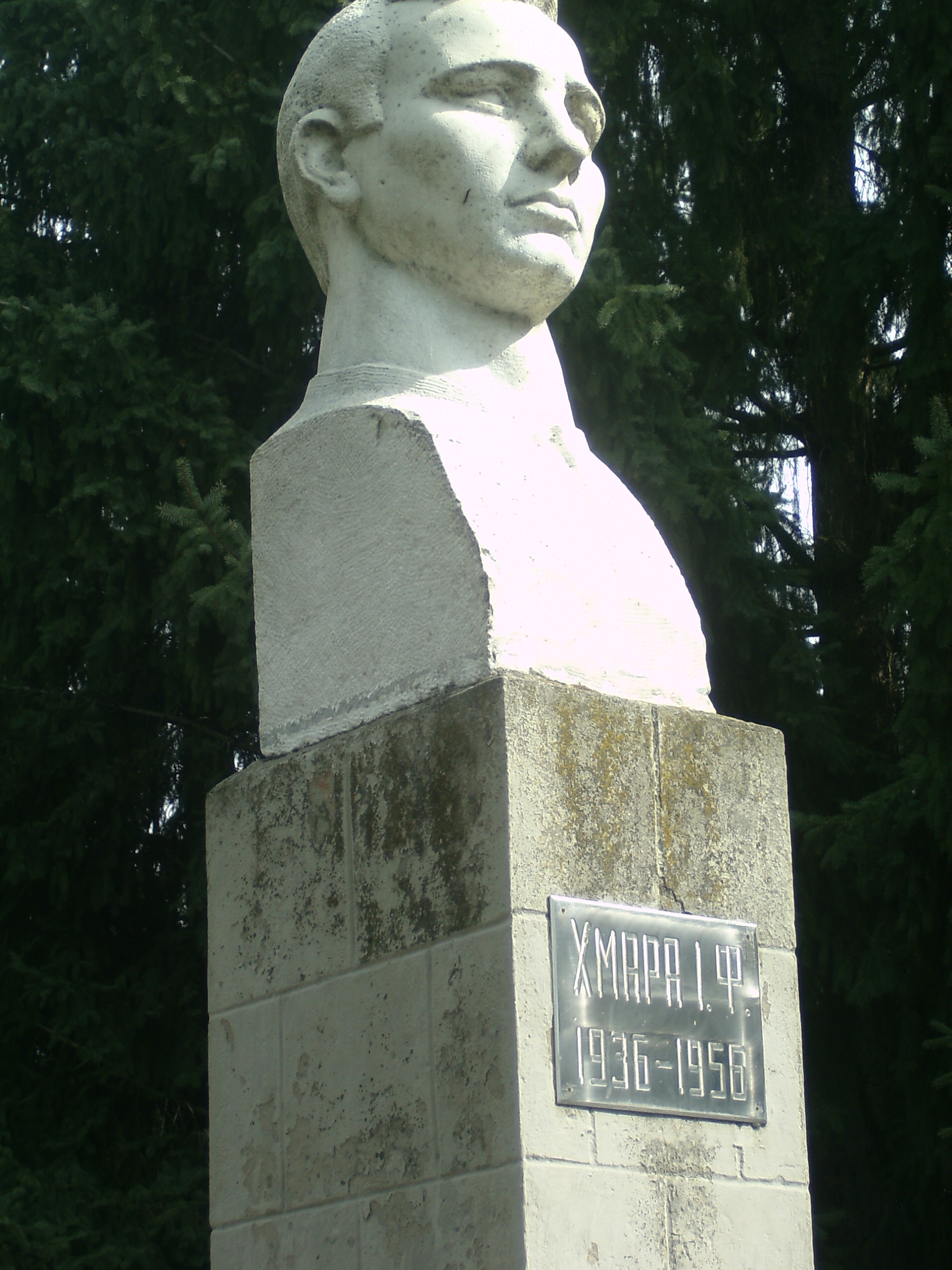

Всього загинуло 60 полярників. На пам'ять про них планується відкрити там православний храм. 13 лютого 1956 року відбулося офіційне відкриття першої радянської наукової станції "Мирний".

## Увічнення пам'яті Івана Хмари
В Антарктиці існують географічні об'єкти названі ім'ям івана Хмари. Мис Хмари (поблизу станції Мирний) - гранітний мис, поблизу якого загинув Іван Хмара.  В англомовних базах географічних назв фігурують також бухта Хмари та антарктичний меморіальний сайт - камінь Хмари-пам'ятник встановлений біля Мирного. 
На Батьківщині, в селі Вишняки Хорольського району Полтавської області, учаснику першої радянської антарктичної експедиції, 2 листопада 1969 року на подвір'ї школи, у якій він навчався, було урочисто відкрито пам'ятник-обеліск герою Антарктики Івану Хмарі (скульптор С.Кучеренко). У 1975 році пам'ятник перенесено на подвір'я новозбудованої школи.
До 50-их роковин загибелі Івана Хмари вчитель історії Вишняківської ЗОШ І-ІІІ ст., завідувач шкільного краєзнавчого музею Артеменко Василь Олександрович підготував бібліографічну розвідку у вигляді брошури «Подвигу 50».
У 2019 р. портрет Івана Хмари розміщено в історичному коридорі української антарктичної станції "Академік Вернадський".